# 소닉 블래스트
《소닉 블래스트》(Sonic Blast)는 애스펙트와 세가가 게임기어로 발매한 소닉 더 헤지호그 게임이다. 1996년 11월 북미에 출시되었으며 일본에는 G 소닉이라는 이름으로 발매되었다. 유럽에서는 1996년에 발매되었다.
브라질에서는 1997년 12월에 세가 마스터 시스템 판으로 개조되어 발매되었다.

## 게임플레이
다른 등축 투영법 게임과는 다르게, 소닉 블래스트는 사이드 스크롤링 플랫포머 게임이었다. 이것은 게임기어 로 나온 게임중에서 가장 최신의 것이였고, 8비트 최대의 방식을 사용하였다.
사용가능한 캐릭터는 소닉 더 헤지호그와 너클즈 디 에키드나였다. 액트 2의 보너스 스테이지에서 5개의 에메랄드를 구하는 것이 목적이었으며, 다만 그 양식이 소닉 2의 방식과 동일 하였다. 만약 액트 1에서 링 백개를 구해 보너스 스테이지로 들어갈 시, 사용자는 단지 목숨을 하나 더 얻게 된다. 접근 방식은 소닉 더 헤지호그 3와 같이 스테이지 주변에 숨어있는 대형 링을 찾아 들어가는 방식이다.
소닉&테일즈 2와 같이, 만약 적에게 공격을 받을시에는 링 10개를 떨구게 된다. 소닉의 기술은 더블 점프로, 소닉 3의 전기 쉴드와 똑같은 역할을 한다. 너클즈의 기술은 소닉&너클즈와 같이 글라이딩과 오르기다.

### 스토리
닥터 에그맨의 최신 음모
어느 비밀스러운 섬이 소닉의 집 주변에 자리잡았다 - 에그맨의 얼굴 모양을 한 섬.
대머리 돔과 바다표범 모양의 콧수염이 로보트닉의 새로운 음모를 보여주고 있었다: 또다른 부양섬을 만들어 소닉의 세계를 지배하는 것!
소닉 더 헤지호그와 너클즈 디 에키드나는 플랫폼에 들어가고, 침입해 중요한 무기를 파괴하는 것을 결정해 냈다..
하지만, 로보트닉의 생각은 약간 다른 듯 했다. 계획은 뻔했다; 소닉을 물리치고, 카오스 에메랄드로 세계를 지배하는 것!
소닉 더 헤지호그와 너클즈 디 에키드나를 이용해 함정을 피하고, 악한 로봇을 부수어 이들이 피할 것이 없다는 것을 보여주자! -북미판 사용설명서

### 스테이지
- 그린 힐 존
- 옐로 데저트 (Yellow Desert): 이 보스는 손오공의 얼굴을 모티브로 한다.
- 레드 볼케이노 (Red Volcano)
- 블루 마린 (Blue Marine)
- 실버 캐슬 (Silver Castle)

## 기타 여담
그래픽은 동키콩 컨트리 시리즈 와 같이 랜더링 기술을 사용하였으며, 캐릭터의 비중이 많이 추가되었다. 평가에서는 레트로 카피가 5/10점을 주었는데, 그 이유는 '캐릭 비중이 너무 크고 게임기어판 다른 게임과는 다르게 느리다'라는 이유에서였다.그래서 그런지 AVGN도 이걸 ''소닉 블레스트? 차라리 소닉 굼뱅이라 그러지?''라는 말로 확실히 집고 넘어갔다.

## 평가
| 반응 (3DS) |       |
| --- | ----- |
| 평론 점수 평론사 점수 Jeuxvideo.com 9/20 [ 2 ] 닌텐도 라이프 [ 3 ] 닌텐도 월드 리포트 4/10 [ 4 ] Digitally Downloaded [ 5 ] |       |
| 평론 점수 |       |
| 평론사 | 점수  |
| Jeuxvideo.com | 9/20  |
| 닌텐도 라이프 | [ 3 ] |
| 닌텐도 월드 리포트 | 4/10  |
| Digitally Downloaded | [ 5 ] |